# San José Huilango
San José Huilango, eller enbart Huilango, är en ort i Mexiko, tillhörande Cuautitlán Izcalli kommun i delstaten Mexiko. San José Huilango ligger i den centrala delen av landet och tillhör Mexico Citys storstadsområde. Orten hade 17 399 invånare vid folkmätningen 2010.